# Lijst van personen uit Turku
Deze lijst van personen uit Turku bevat chronologisch geordende mensen die in de Finse stad Turku zijn geboren. 

## Geboren in Turku

### Voor 1900

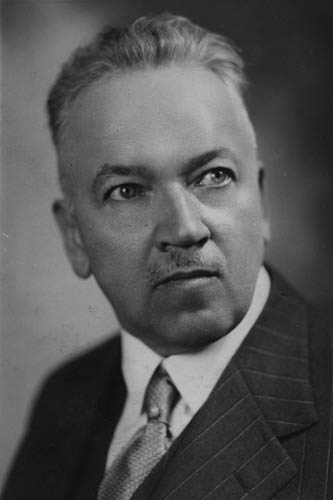
Politicus Rafael Erich (1879-1946)

- Abraham Niclas Edelcrantz (1754-1821), baron en dichter
- Johan Gadolin (1760-1852), scheikundige, natuurkundige en mineraloog
- Mathilda Lagermarck (1853-1931), altzangeres
- Signe Hornborg (1862-1916), architecte
- Rafael Erich (1879-1946), politicus, diplomaat en hoogleraar
- Bror Wiberg (1890-1935), voetballer
- Paavo Nurmi (1897-1973), atleet

### 1900–1959
- Olavi Laaksonen (1921-2004), voetballer en voetbalcoach
- Mauno Koivisto (1923-2017), politicus
- Rauno Aaltonen (1938), rallyrijder
- Jarno Saarinen (1945-1973), motorcoureur
- Sirpa Lane (1952-1999), actrice
- Tomi Jalo (1958-2009), voetballer

### 1960–1969
- Pertti Jalava (1960), componist en musicus
- Dan-Ola Eckerman (1964-1994), voetballer
- Erkka Petäjä (1964), voetballer
- Mika Aaltonen (1965), voetballer
- Kim Suominen (1969-2021), voetballer
- Miikka Heinonen (1969), fotograaf

### 1970–1979
- Marko Kitti (1970), schrijver
- Jasse Jalonen (1973), voetballer
- Janne Oinas (1973), voetballer
- Petteri Kaijasilta (1974), voetballer
- Saku Koivu (1974), ijshockeyer
- Peter Enckelman (1977), voetballer

### 1980–1999
- Miikka Ilo (1982), voetballer
- Ari Nyman (1984), voetballer

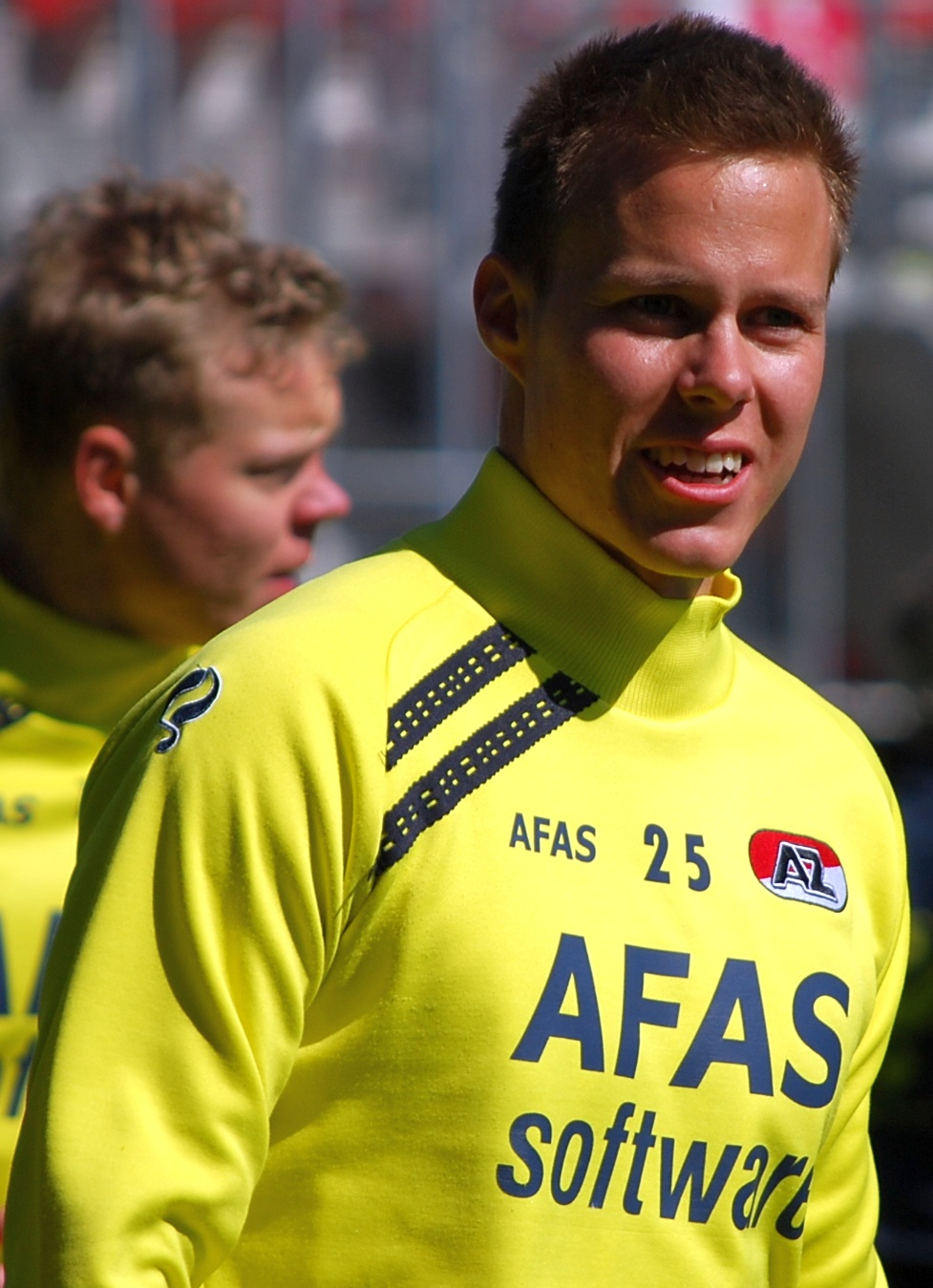
Voetballer Niklas Moisander (1985)

- Niklas Moisander (1985), voetballer
- Joonas Granberg (1986), golfer
- Kasper Hämäläinen (1986), voetballer
- Jukka Lehtovaara (1988), voetballer
- Riku Riski (1989), voetballer
- Marcus Forss (1999), voetballer
- Elli Pikkujämsä (1999), voetbalster
- Viivi (1999), zangeres